# Jakob Stix

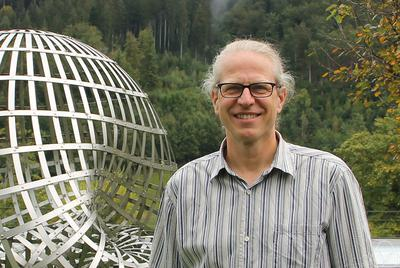
Jakob Stix, Oberwolfach 2024

Jakob M. Stix (* 1974) ist ein deutscher Mathematiker. Er befasst sich mit arithmetischer algebraischer Geometrie (Étale Fundamentalgruppe, Anabelsche Geometrie und anderes).
1991, 1992 und 1993 nahm er an der Internationalen Mathematik-Olympiade teil und errang zwei Silbermedaillen und zuletzt eine Goldmedaille.
Stix studierte Mathematik in Freiburg und Bonn und wurde 2002 bei Florian Pop an der Universität Bonn promoviert (Projective Anabelian Curves in Positive Characteristic and Descent Theory for Log-Etale Covers). Seine Dissertation wurde vom Mathematischen Institut der Universität Bonn als beste Doktorarbeit des Jahres 2002 ausgezeichnet. Als Post-Doktorand war er am Institute for Advanced Study. 2008 wurde er Nachwuchsgruppenleiter am Mathematics Center der Universität Heidelberg, an der er sich 2011 habilitierte (Evidence for the section conjecture in the theory of arithmetic fundamental groups). Thema der Habilitation war die (offene) Schnittvermutung in der Theorie arithmetischer Fundamentalgruppen (étaler Fundamentalgruppen), nach der sich rationale Punkte auf Kurven und anderen geometrischen Objekten durch Schnitte beschreiben lassen (aufgestellt in einem Brief von Alexander Grothendieck an Gerd Faltings). Stix gab dafür erste Beispiele. Stix ist Professor an der Goethe-Universität Frankfurt am Main.
2018 formulierte er mit Peter Scholze eine Kritik des seit 2012 vorliegenden Beweisversuchs der abc-Vermutung von Shin’ichi Mochizuki.

## Schriften (Auswahl)
- mit Alexander Schmidt: Anabelian geometry with étale homotopy types, Annals of Mathematics, Band 184, 2016, S. 817–868, Arxiv
- Rational points and arithmetic of fundamental groups : evidence for the section conjecture, Lecture Notes in mathematics 2054, Springer 2013 (Habilitationsschrift)
- The Brauer-Manin obstruction for sections of the fundamental group, Journal of Pure and Applied Algebra, Band 215, 2011, S. 1371–1397. Arxiv (Appendix Brief Deligne an Thakur),
- On the birational section conjecture with local conditions, Inventiones mathematicae, Band 199, 2015, S. 239–265.
- als Herausgeber: The Arithmetic of Fundamental Groups : PIA 2010, Springer, 2012